# Erich Koch-Weser
Erich Koch-Weser (nacido Erich Koch, 26 de febrero de 1875 - 19 de octubre de 1944) fue un abogado y político liberal alemán. Uno de los fundadores (1918) y más tarde presidente (1924-1930) del liberal Partido Democrático Alemán, se desempeñó como ministro del Interior (1919-1921), vicecanciller de Alemania (1920) y ministro de Justicia (1928-1929).

## Biografía
Erich Koch estudió derecho y economía en Lausana, Bonn, Berlín y en la Universidad de Múnich desde 1893 hasta 1897.
En 1901, se convirtió en alcalde de Delmenhorst, en 1909 asumió como Stadtdirektor de Bremerhaven y desde 1913 hasta 1919 fue alcalde de Kassel. Pertenecía al ala izquierda del Partido Nacional Liberal, era admirador de Friedrich Naumann y defensor de la abolición del Dreiklassenwahlrecht prusiano. También sirvió como miembro de la Cámara de los Señores de Prusia.
En noviembre de 1918, Koch fue miembro fundador del Partido Democrático Alemán (DDP). En enero de 1919, fue elegido miembro de la Asamblea Nacional de Weimar para el DDP y logró una posición poderosa dentro del grupo parlamentario del partido.
Cuando el DDP se reincorporó al gobierno de Gustav Bauer (SPD) en octubre de 1919, Koch se convirtió en Ministro del Interior (Reichsinnenminister). Mantuvo ese cargo bajo los cancilleres Hermann Müller (SPD) y Konstantin Fehrenbach (Zentrum). Bajo Müller, Koch también fue Vicecanciller de Alemania. Dejó el gobierno el 4 de mayo de 1921 y trabajó como abogado en Berlín.
Koch fue miembro del Reichstag de 1920 a 1930. [2] A principios de 1924, Koch fue elegido sucesor de Carl Wilhelm Petersen como presidente del DDP. Aunque era miembro del ala derecha del DDP en muchos asuntos, en el otoño de 1924 Koch se negó a formar parte de una coalición con el nacionalista DNVP y, después de que el primer gobierno del canciller Hans Luther colapsó en 1925, intentó establecer una "Gran Coalición" entre el DDP y el SPD (lo cual fue rechazado por los socialdemócratas).
Cambió su nombre a Erich Koch-Weser (en honor al río Weser) en 1927, para distinguirse de otro miembro del parlamento cuyo nombre era también Erich Koch.
En 1928, Koch-Weser se convirtió en Ministro de Justicia en el nuevo gobierno de Hermann Müller. Intentó una reforma fundamental del derecho penal, pero cuando el Zentrum exigió la cartera de Justicia, Koch-Weser perdió su puesto en abril de 1929.
En el verano de 1930, Koch-Weser fusionó el DDP con la  Asociación Nacional del Reich de Artur Mahraun para formar el Partido del Estado Alemán (DStP), tratando de reunir lo que quedaba de la clase media protestante pro-republicana en un solo partido político. Después de la pobre actuación de su nuevo partido en las elecciones de septiembre de 1930, Koch-Weser dimitió del Reichstag y de la dirección del partido.
Koch-Weser abandonó la política y trabajó como abogado en Berlín. Después de que los nazis tomaron el poder, le prohibieron ejercer la abogacía en el otoño de 1933. Emigró a Brasil donde compró una gran plantación de café llamada Fazenda Janeta cerca de Rolândia en el estado de Paraná. Koch-Weser murió en Fazenda Janeta el 19 (o 20) de octubre de 1944.